# John Avila
John Avila é um baixista americano e produtor musical.
Em 1984, ele juntou-se ao grupo Oingo Boingo, substituindo o baixista Kerry Hatch. Avila permaneceu na banda até 1995.
Em 1991, O músico foi o co-fundador do grupo musical Food for Feet.
O músico também possui o seu próprio estúdio, Brando's Paradise.